# Джерфишерит
Джерфишери́т (англ. Djerfisherite, от имени собственного) — минерал, сложный ферросульфид с дополнительными анионами из группы джерфишерита. Назван в честь профессора минералогии Университета Чикаго (Иллинойс, США) Дэниэла Джерома Фишера (англ. Daniel Jerome Fisher) (1896-1988).
Основу кристаллической структуры джерфишерита составляют тетраэдры (Fe,Ni,Сu)S4. К и Cl занимают позиции между кластерами, состоящими из восьми тетраэдров (Fe,Сu,Ni)S4.

## Свойства
Джерфишерит относится к числу редких и необычных по химизму минералов, сочетающих в своём составе литофильные (K) и халькофильные (Cu, Fe, Ni) элементы. Кроме собственно джерфишерита, к числу подобных минералов относится также натриевый чвилеваит Na(Cu,Fe,Zn)2S2 и мурунскит K2Cu3FeS3.:174

## Нахождение
В гидротермальных Ni-Cu рудах (в Cu-Ni рудах норильского типа характерен как реакционный минерал по халькопиритy, кубаниту, пирротину, пентландиту), в скарнах, в щелочных пегматитах, кимберлитах, мафических щелочных комплексах. Установлен также в метеоритах в ассоциации с никелистым железом, троилитом. Обычно образует мелкие (< 0,4 мм, редко до 1 мм) выделения в массе силикатов, прожилки и каймы замещения в талнахите, халькопирите, пентландите. Наблюдался также в срастаниях с пентландитом, халькопиритом, пирротином в виде вростков в алмазе.

## Месторождения и проявления
Россия:
- Кольский полуостров, Мурманская область:
  - Ковдорский район, Ковдорский массив, Железный рудник;
  - Ловозерский район, Ловозерский массив;
  - Хибины:
    - гора Кукисвумчорр;
    - река Кунийок;
    - гора Расвумчорр, Расвумчоррский подземный рудник;
    - гора Юкспор, Юкспорский тоннель №2;
- Южная Сибирь, Иркутская область, Ольхонский район, Тажеранский массив;
- Якутия:
  - Западная Якутия, Мирнинский район, кимберлитовая трубка Мир;
  - Южная Якутия, Олекминский район, Мурунский массив (Мурунский щелочной комплекс).

## Перевод на другие языки
| - немецкий — Djerfisherit; Gertfisherit - русский — Джерфишерит | - испанский — Djerfisherita; Gertfisherita - английский — Djerfisherite |  |

## Список литературы
- Балабонин Н. Л., Волошин А. В., Пахомовская Я. А., Поляков К. И. (1980): Состав джерфишерита из щелочных комплексов Кольского полуострова // Мин. журн., 2, 1,90-99.
- Соколова М. Н., Добровольская М. Г., Органова НИ., Казакова М. Е., Васильева Г. Л. (1971): Находки и распространение джерфишерита в пегматитах Хибинского массива // Геол. рудн. м-ний, 13, 2, 62-71.
- Азарова Ю. В. Медистый джерфишерит из малиньитов Хибинского массива. Матер. Международного симпозиума «Минералогические музеи». 2005. С. 80-81.
- Дмитриева М. Т. (1976): Кристаллохимические формулы джерфишерита со структурных позиций // Изв. АН, сер. геол., 4, 97-101.
- Дмитриева М. Т., Илюхин В. В. (1975): Кристаллическая структура джерфишерита // ДАН, сер. физ., 223,2,343-346.
- Ю. В. Азарова, Д. И. Кринов, М. Н. Соколова «Структурное и генетическое родство джерфишерита и бартонита и проблема изоморфизма в системе джерфишерит — „Cu-джерфишерит“ — бартонит». Новые данные о минералах, М, 20066, Выпуск 41.
- Fuchs, L.H. (1966) Djerfisherite, alkali copper-iron sulfide: a new mineralfrom enstatite chondrites. Science, 153, 166—167.
- American Mineralogist (1966): 51: 1815 (abstract).
- Geologiya Rudnykh Mestorozhdeniy: 11(5): 57-64.
- American Mineralogist (1970): 55: 1071.
- Czamanske, G.K., R.C. Erd, M.N. Sokolova, M.G. Dobovol’skaya & M.T. Dmitrieva (1979), New data on rasvumite and djerfisherite: American Mineralogist: 64: 776—778.
- Dmitrieva, M.T., V.V. Ilyukhin, and G.B. Bokii (1979) Close packing and cation arrangement in the jerfisherite [sic] structure. Kristallografiya (Sov. Phys. Crystal.), 24, 1193—1197 (in Russian). Evans, H.T. & J.R. Clark (1981), The crystal structure of bartonite, a potassium iron sulfide and its relationship to pentlandite and djerfisherite: American Mineralogist: 66: 376—384.
- Clarke, D.B., R.H. Mitchell, C.A.T. Chapman, and R.M. MacKay(1994) Occurrence and origin of djerfisherite from the Elwin Bay kimberlite, Somerset Island,Northwest Territories. Canadian Mineralogist, 32, 815—823.
- Azarova, Yu.V., Krinov, D.I., Sokolova, M.N. (2006): Structural and genetic relationship of djerfisherite and bartonite and problem of isomorphism in the system djerfisherite-«Cu-djerfisherite»-bartonite. New Data on Minerals, 41, 98-107.
- Sharygin V.V., Golovin A.V., Pokhilenko N.P., Kamenetsky V.S. Djerfisherite in the Udachnaya-East pipe kimberlites (Sakha-Yakutia, Russia): paragenesis, composition and origin. — European Journal of Mineralogy . 2007. V. 19. № 1. P. 51-63.